# Headcrash
Headcrash es una novela ciberpunk satírica de Bruce Bethke, publicada en 1995 por Warner Books. Ganó el premio Philip K. Dick el mismo año.
Sigue a Jack Burroughs, quien pierde su trabajo corporativo burocrático y se infiltra en InfoBahn (Internet), creando una nueva personalidad como un personaje virtual popular y genial con el alias MAXK00L, en un área de redes sociales de realidad virtual.
El autor nombró sin intencionalidad a todo el subgénero ciberpunk de la ciencia ficción, en su historia de 1983 "Cyberpunk".

## Recepción
Disfrutando de ventas moderadas y críticas mixtas (a menudo centradas en si el crítico lo vio como una sátira o un intento fallido de comedia sincera), el libro ganó algunos premios, entre los que destaca el premio Philip K. Dick a la mejor novela de bolsillo en 1995.